# Carlo Moretti
Carlo Moretti (Santa Maria Rossa, 8 dicembre 1908 – Garbagnate Milanese, 11 luglio 1952) è stato un ciclista su strada italiano, attivo come professionista e indipendente dal 1929 al 1940.

## Carriera
Dopo aver ottenuto 47 vittorie da dilettante, passò tra gli indipendenti a vent'anni, nel 1929, ottenendo al primo anno il decimo posto alla Milano-Sanremo; fu poi ottavo al Giro di Lombardia 1930. Tra il 1931 e il 1934 corse per la Bestetti, la Dei e l'Olympia. Ottenne il risultato più prestigioso al Giro d'Italia 1933, in cui, correndo con la Dei, si classificò sesto della classifica generale finale, a poco più di 26 minuti dal vincitore Alfredo Binda, vincendo la classifica degli indipendenti.

## Palmarès

### Altri successi
- 1933

Classifica indipendenti Giro d'Italia

## Piazzamenti

### Grandi Giri
- Giro d'Italia

1929: 41º
1930: 13º
1932: 20º
1933: 6º
1934: 41º
1935: 25º
1936: 35º
1939: 37º

### Classiche monumento
- Milano-Sanremo

1929: 10º
1931: 47º
1932: 56º
1933: 9º
1936: 41º
- Giro di Lombardia

1929: 23º
1930: 8º
1931: 15º